# Rugby à 10
Pour les articles homonymes, voir Rugby à XV.
Ne doit pas être confondu avec Rugby X.
Le rugby à dix (Xs dans les pays anglophones) est la variante du rugby à XV qui se joue par équipes de dix joueurs sur le terrain (plus les remplaçants). Le rugby à dix reprend les caractères communs du rugby à XV soit deux équipes qui se disputent un ballon ovale. Le ballon est joué à la main (passes) ou au pied (coups), les entre-deux sont joués sous forme de mêlées et de touches et l'objectif consiste à marquer plus de points que l'adversaire en réussissant soit des essais soit des buts. 
Comme au rugby à XV, les joueurs sont classés par poste: en lignes "avant", deux piliers et un talonneur qui forment la première ligne et 2 deuxième ligne, et en lignes "arrière", deux demis de mêlée et d'ouverture, un centre, et deux ailiers-arrières. Du fait que le terrain est le même qu'à XV, la faible densité de joueurs rend le jeu plus dynamique et les essais beaucoup plus fréquents. De ce fait également et du fait qu'il n'y ait que cinq "avants" au lieu de huit, le gabarit des joueurs est donc moins massif.

## Championnat du monde des clubs à 10
Le premier championnat du monde des clubs a été organisé en 2014 à Singapour. Les Blues s'étaient imposés, 10 à 5, contre les Brumbies. La seconde édition de ce tournoi mondial à lieu les 18 et 19 juin 2016 à l'Île Maurice.

## Tournois importants
- COBRA Tens (Kuala Lumpur, Malaisie)[1].
- Hong Kong Tens (Chine)
- Vientiane Tens (Laos)
- Cape Town Tens (Afrique du Sud)
- Bangkok Tens (Thaïlande)
- Heineken High King Tens (Navan, Irlande)
- Phuket Rugby 10s (Thaïlande)
- Bondi Tens (Sydney, Australie)
- Stockholm 10s (Suède)
- Landshark 10s (Flagstaff, États-Unis)
- Helsinki 10s (Finlande)
- Manila Tens (Philippines)